# Glock 38
Die Glock 38 ist eine Selbstladepistole im Kaliber .45 GAP. Hersteller ist die österreichische Firma GLOCK Ges.m.b.H.

## Beschreibung
Die Waffe wurde 2005 auf der Messe Shoot 2005 vorgestellt. Sie sollte die Forderungen vieler Sicherheitsbediensteter erfüllen. Zum einen wurde nach einer leichten, handlichen Waffe zur Selbstverteidigung gesucht, die aber eine hohe Durchschlagskraft haben sollte. Waffen mit einem ähnlichen Kaliber wie die Glock 38 waren durchweg wesentlich größer und eigneten sich weniger zum verdeckten Tragen. Kleinere Waffen, die gut verdeckt getragen werden konnten, haben für gewöhnlich viel kleinere Kaliber. Die Glock 38 stellte hier einen gelungenen Kompromiss dar. Als nachteilig erweist sich die geringe Munitionsmenge, die geladen werden kann.